# Балашихинський міський округ
Балаши́хинський міський округ (рос. Балашихинский городской округ) — муніципальне утворення на північному сході Московської області Росії.
Адміністративний центр — місто Балашиха.

## Розташування
Міський округ розташовано на схід від Москви на річці Пехорка. Територія округу перетинається з одного боку федеральною трасою Москва — Нижній Новгород, з іншого — Щолковським шосе, межує з Московською кільцевою дорогою.

## Населення
Населення округу становить 501610 осіб (2019; 356638 у 2010, 298610 у 2002).

## Історія

### Радянський період
Реутовський район був утворений 12 липня 1929 року у складі Московського округу Московської області, центром районну стало смт Реутово. До складу району увійшли колишні території ліквідованої Московської губернії:
- з Разінської волості Московського повіту — смт Балашиха, Нікольсько-Архангельський, Реутово та Салтиковка, сільради Абрамцевська, Гольяновська, Івановська, Ізмайловська, Калошинська, Кучинська, Леоновська, Нікольсько-Архангельська, Нікольсько-Трубецька, Пехра-Покровська, Темниковська, Фенінська та Щитниковська;
- з Васильєвської волості Богородського повіту — смт Вишняково, Обираловка та Савино, сільради Дятловська, Копнинська, Новомілетська, Новська, Полтевська, Саввинська, Соболіхо-Пуршевська та Черновська.

20 травня 1930 року Копниська сільрада передана до складу Ухтомського району. 7 січня 1934 року ліквідована Нікольсько-Трубецька сільрада. 10 травня 1935 року сформовано смт Ізмайлово, Калошино та Кучино, ліквідовані Узмайловська, Калошинська та Кучинська сільради. 10 листопада 1936 року смт Ізмайлово приєднано до Москви. 4 грудня 1938 року смт Обираловка перейменоване в Желєзнодорожний. 26 травня 1939 року смт Балашиха отримало статус міста, 7 червня смт Калошино приєднано до Москви, 21 серпня смт Реутово перетворено в місто Реутов.
20 червня 1940 року смт Вишняково приєднано до смт Нікольсько-Архангельський. 19 травня 1941 року районний центр перенесено до міста Балашиха, район перейменовано в Балашихинський район. 16 серпня 1946 року Купавна отримала статус смт.
7 серпня 1952 року місто Балашиха отримало статус обласного і виділено зі склад району, смт Желєзнодорожний перетворено в місто. 14 червня 1954 року ліквідовано Абрамцевську, Дятловську, Леоновську, Полтевську, Саввинську, Соболіхо-Пуршевську, Темниковську та Щитниковську сільради. 3 червня 1959 року до складу району включено територію ліквідованого Щолковського району, 31 липня Амеревську та Новську об'єднано в Гребневську сільраду, Каблуковську та Огудневську об'єднано в Воря-Богородської сільраду, ліквідовано Мішневську та Никифоровську сільради, Булаковську сільраду перейменовано в Старопареєвську, 8 серпня смт Чкаловський увійшов до складу міста Щолково.
10 грудня 1960 року зі складу району виділено Щолковський район та місто Желєзнодорожний, якому надано статус обласного, до складу Москви включено Гольяновську, Івановську сільради та смт Сталінський, до складу міста Желєзнодорожний включено частину смт Кучино та смт Саввино, присілки Темниково та Сергієвка. У складі району залишились місто Реутов, смт Нікольсько-Архангельський та Салтиковка, сільради Нікольсько-Архангельська, Пехра-Покровська та Фенінська. 1963 року смт Кучино повністю увійшло до складу міста Желєзнодорожний, 1 лютого район ліквідовано, міста й смт включені до складу Балашихинської міськради, сільради — до складу Митищинського сільського району. 22 січня 1965 року район відновлено, до його складу входили місто Реутов, смт Нікольсько-Архангельський та Салтиковка, сільради Нікольсько-Архангельська, Новомілетська, Пехра-Покровська, Фенінська та Черновська.
1 жовтня 1970 року місто Реутов отримав статус обласного і виділений зі складу району.
2 лютого 1982 року Фенінська сільрада приєднана до складу Черновської сільради, утворено Новську сільраду.

### Сучасний період
3 лютого 1994 року сільради перетворено в сільські округи.
Станом на 2002 рік до складу Желєзнодорожної міської адміністрації входили місто Желєзнодорожний (103931 особа) та смт Купавна (6691 особа). До складу Балашихинського району входили 2 селищні адміністрації та 5 сільських округів:
| Адмінодиниця                                   | Площа км² | Населені пункти |
| ---------------------------------------------- | --------- | --- |
| Нікольсько-Архангельська селищна адміністрація | -         | смт Нікольсько-Архангельський                                                                                           |
| Салтиковська селищна адміністрація             | -         | смт Салтиковка |
| Нікольсько-Архангельський сільський округ      | -         | село Нікольсько-Архангельське                                                                                           |
| Новомілетський сільський округ                 | -         | село Новий Мілет, присілки Соболіха, Русавкино-Романово, Русавкино-Поповщино, Пуршево                                   |
| Новський сільський округ                       | -         | присілки Безменково, Нова                                                                                               |
| Пехра-Покровський сільський округ              | -         | села Нікольсько-Трубецьке, Пехра-Покровське, Щитниково, присілки Абрамцево, Лукино, селища Горбово, Совхоза імені 1 Мая |
| Черновський сільський округ                    | -         | присілки Дятловка, Павлино, Пестово, Полтево, Федурново, Феніно, Чорне                                                  |

10 червня 2003 року до складу міста Балашиха увійшли ліквідовані смт Нікольсько-Архангельський та Салтиковка, території ліквідованих Нікольсько-Архангельського та Новського сільські округи, 15 жовтня Новомілетський сільський округ приєднано до складу Черновського сільського округу. У липні 2004 року до складу міста Желєзнодорожний включено смт Купавна, 27 серпня року до складу міста Балашиха включено територію ліквідованої Пехро-Покровської сільради. 1 січня 2006 року Балашихинський район перетворено в міський округ, при цьому ліквідовано Черновський сільський округ, утворено Желєзнодорожний міський округ.
12 січня 2015 року до складу міста Балашиха включено ліквідоване місто Желєзнодорожний (131257 осіб станом на 2010 рік), відповідно до складу Балашихинського міського округу увійшла територія ліквідованого Желєзнодорожного міського округу.

## Склад
| Населений пункт                                 | Населення, осіб (2002) | Населення, осіб (2010) |
| ----------------------------------------------- | ---------------------- | ---------------------- |
| Абрамцево, селище                               | 767                    | -                      |
| Балашиха, місто                                 | 147909                 | 215494                 |
| Безменково, присілок                            | 257                    | -                      |
| Горбово, селище                                 | 59                     | -                      |
| Дятловка, присілок                              | 179                    | 196                    |
| Желєзнодорожний, місто                          | 103931                 | 131257                 |
| Купавна, селище міського типу                   | 6691                   | -                      |
| Лукино, присілок                                | 183                    | -                      |
| Нікольсько-Архангельське, село                  | 462                    | -                      |
| Нікольсько-Архангельський, селище міського типу | 18637                  | -                      |
| Нікольсько-Трубецьке, присілок                  | 387                    | -                      |
| Нова, присілок                                  | 855                    | -                      |
| Новий Мілет, село                               | 670                    | 620                    |
| Павлино, присілок                               | 66                     | 96                     |
| Пестово, присілок                               | 97                     | 135                    |
| Пехра-Покровське, село                          | 442                    | -                      |
| Полтево, присілок                               | 136                    | 264                    |
| Пуршево, присілок                               | 2163                   | 2055                   |
| Русавкино-Поповщино, присілок                   | 54                     | 93                     |
| Русавкино-Романово, присілок                    | 82                     | 171                    |
| Салтиковка, селище міського типу                | 4611                   | -                      |
| Соболіха, присілок                              | 228                    | 240                    |
| Совхоза імені 1 Мая, селище                     | 3074                   | -                      |
| Федурново, присілок                             | 231                    | 1814                   |
| Фенино, присілок                                | 157                    | 156                    |
| Чорне, присілок                                 | 5803                   | 4047                   |
| Щитниково, присілок                             | 479                    | -                      |

## Органи управління міського округу Балашиха
Головою міського округу є Юрій Володимирович Максимов — цю посаду він обійняв у вересні 2012 року.
1 березня 2009 року відбулись вибори Ради депутатів міського округу Балашиха. Депутатів обрано терміном на 5 років. До складу Ради депутатів обрано 25 депутатів які обрані на мажортарній основі.